# Аполлонівське і Діонісійське
Філософські та літературні поняття аполлонічного та діонісійського виникли як подвійність, що відображає взаємодію між фігурами Аполлона та Діоніса з грецької міфології. Хоча їхнє поширення широко пов'язується з роботою "Народження трагедії" Фрідріха Ніцше, ці терміни вже використовувалися раніше, наприклад у творах поета Фрідріха Гельдерліна, історика Йоганна Йоахіма Вінкельмана та інших. Само слово "діонісійський" зустрічається в раніших роботах, наприклад, в зоологічному трактаті Едварда Топселла "Історія змій" 1608 року. З того часу ця концепція широко використовується та обговорюється в західній філософії та літературі.
У грецькій міфології Аполлон і Діоніс вважалися синами Зевса. Аполлон, народжений від Лето, був богом сонця, мистецтва, музики, поезії, чуми та хвороб. Він символізував раціональне мислення, порядок і звертався до логіки, розсудливості та чистоти, підтримуючи принципи розуму. Діоніс, народжений від Семелі, був богом вина, танцю, насолоди, ірраціональності та хаосу. Він представляв пристрасть, емоції та інстинкти. Важливо зазначити, що стародавні греки не розглядали Аполлона і Діоніса як абсолютні протилежності або суперників, адже ці дві божественні сутності між собою часто перепліталися за своєю природою.

## Ніцшеанське використання

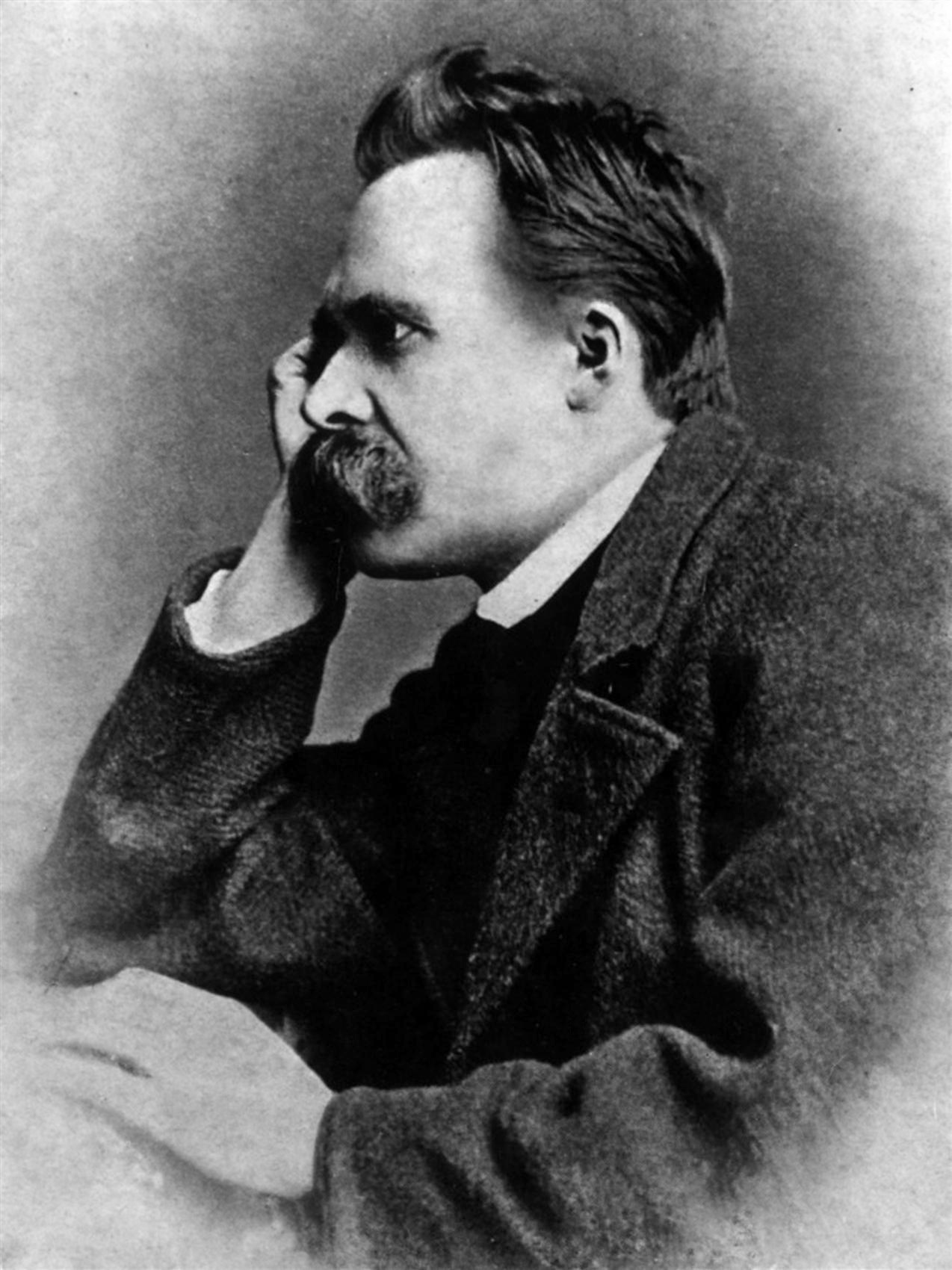
Фрідріх Вільгельм Ніцше, який популяризував аполлонівську та діонісійську діалектику

Ніцше виявив у класичній афінській трагедії форму мистецтва, яка виходила за межі песимізму, що втілювався в мудрості Силена. Грецькі глядачі, дивлячись у безодню людських страждань, які були зображені персонажами на сцені, з пристрастю та радістю підтверджували життя, вважаючи його цінним для життя самого по собі. Основна тема "Народження трагедії" полягає в злитті діонісійських та аполлонівських мистецьких імпульсів, що створюють драматичне мистецтво, а саме трагедію. Ніцше стверджував, що цього злиття не вдалося досягти від часів давньогрецьких трагіків. Аполлон символізує гармонію, прогрес, ясність, логіку і принцип індивідуалізації, тоді як Діоніс втілює безлад, сп'яніння, емоції, екстаз і єдність (відсутність принципу індивідуалізації). Ніцше використовував ці дві сили, оскільки для нього світ розуму і порядку, з одного боку, і пристрастей та хаосу, з іншого, утворювали принципи, що були фундаментальними для грецької культури. Аполлонічний стан сну, що сповнений ілюзій, і діонісійський стан сп'яніння, який втілював звільнення інстинктів та розмивання меж, представлені у формі сатира. Сатир є жахом знищення принципу індивідуальності, а водночас і тим, хто насолоджується його руйнуванням.
Аполлонічне та діонісійське протиставлення виявляються у взаємодії трагедії: головний герой трагедії, протагоніст, намагається привести в порядок (аполлонічний аспект) несправедливу та хаотичну (діонісійську) долю, хоча кінець кінцем помирає, не досягнувши своєї мети. Ніцше, розвиваючи концепцію Гамлета як інтелектуала, який не може ухвалити рішення і є живою антитезою людині дії, стверджує, що діонісійський персонаж має усвідомлення того, що його дії не здатні змінити вічний баланс речей, і це викликає у нього огиду, що паралізує його вчинки. Гамлет впадає під цю категорію — він відчуває надприродну реальність через зустріч з привидом; він отримує істинне знання і розуміє, що жодна з його дій не здатна змінити цю реальність. Для глядачів такої трагедії це створює можливість відчути те, що Ніцше називав первісним єднанням, що відроджує діонісійську природу. Він описує первісне єднання як збільшення сили, переживання повноти та цілісності, що випливає зі шаленства. Шаленство діє як сп'яніння і має вирішальне значення для фізіологічного стану, який сприяє творчості у всіх формах мистецтва.
Ніцше переконаний, що твори Есхіла та Софокла втілюють вершину художньої творчості та справжню реалізацію трагедії. Проте саме з творчості Евріпіда трагедія починає свій занепад, падіння та смерть. Ніцше висловлює свою неприхильність до використання Евріпідом сократівського раціоналізму та моралі у своїх трагедіях, оскільки це, на його думку, позбавляє трагедію її основи — хрупкого балансу між діонісійським та аполлонічним. Сократ надавав великого значення розуму, що затемнило цінність міфу та переживання страждання в людському пізнанні. Платон продовжив цей шлях у своїх діалогах, а сучасний світ наслідував цей раціоналізм, втілюючи його у художніх творах, що містяться в аполлонічній та діонісійській дихотомії. Ніцше вказує, що без аполлонічного елементу діонісійському бракує форми та структури для створення цілісного мистецтва, а без діонісійського елементу аполлонічному бракує необхідної життєвої сили та пристрасті. Лише плідна взаємодія цих двох сил, об'єднаних у мистецтві, може дати найкращі зразки грецької трагедії.

## Пізніше використання

### Континентальна філософія
Сучасники та постмодерністи, зокрема Мартін Гайдеггер, Мішель Фуко та Жиль Дельоз, тлумачили ідею Ніцше як вираження фрагментованої свідомості та екзистенційної нестабільності. Згідно з Пітером Слотердайком, діонісійський та аполлонівський принципи утворюють діалектику, яка є контрастною, але Ніцше не вважав, що один принцип має більшу цінність, ніж інший. Він вбачав, що істина, яка є первинним болем, визначає наше екзистенційне буття через діалектику між діонісійським та аполлонівським.
Авраам Аккерман розглянув використання аполлонівського та діонісійського в контексті взаємодії розуму і фізичного середовища та зазначив, що ці принципи можуть бути відображені в чоловічих та жіночих аспектах архітектурної форми міста. 

### Рут Бенедикт
В своїй основній праці "Patterns of Culture", антропологиня Рут Бенедикт використовувала терміни "аполлонівський" та "діонісійський" для опису культур, які сповідують різні цінності. Вона використала аполлонівський термін, щоб описати культури, які покладають акцент на стриманість і скромність, наприклад, народ Зуні. За контрастом, діонісійським терміном Бенедикт описала культури, що проявляють показність і надмірність, такі як народ Квакіутль.

### Альберт Сент-Дьєрдьї
Альберт Сент-Дьєрдьї використовував категорії "аполлоністів" і "діонісійців", щоб класифікувати вчених та їх підхід до досліджень. Він вважав, що "діонісійці", або наукові дисиденти, були тими, хто відкривав нові шляхи та відхилявся від встановлених знань, досліджуючи "країни знання". За його словами, "аполлоніст", натомість, ставив за мету вдосконалити існуючі лінії досліджень. Сент-Дьєрдьї підкреслював, що майбутнє людства залежить від прогресу науки, а прогрес науки залежить від підтримки, яку вона отримує. За його думкою, існуючі методи розподілу грантів сприяють більше "аполлоністичному" підходу, що вважався необґрунтованим.

### Каміль Палья
У своїй популярній книзі "Сексуальні персони", американська гуманітарна науковиця Камілла Палья використовує концепції Аполлонії та Діонісії. Ці поняття мають коріння в філософії Ніцше, але ідеї Пальї значно розходяться від ніцшеанського дискурсу, вони відображають її власну концепцію.
Аполлонівська та діонісійська концепції у теорії мистецтва та культури Пальї утворюють дві протилежні сторони. Для Пальї аполлонічне представляє світлу і структуровану сторону, тоді як діонісійське асоціюється з темрявою і хаосом (хоча вона виражає перевагу хтонічної сторони над діонісійською у своїй книзі, стверджуючи, що остання концепція майже пов'язується з гедонізмом і не відповідає її цілям, стверджуючи, що "діонісійське не є пікніком"). Хтонічна сторона асоціюється з жіночим, диким/хаотичним характером та безмежним сексом/розмноженням. Натомість аполлонічна сторона пов'язується з чоловічим, ясністю, безшлюбністю та/або гомосексуалізмом, раціональністю/логікою та стійкістю, а також зорієнтованістю на прогрес: "Усе велике у західній цивілізації походить з боротьби проти нашого вихідного стану".
Вона стверджує, що дихотомія Аполлона/Діонісія має біологічну основу, висловивши думку, що "конфлікт між Аполлоном і Діонісом є конфліктом між вищою корою, старшим лімбічним і рептильним мозком". Крім того, Палья пов'язує весь прогрес людської цивілізації з маскулінністю, яка протистоїть хтонічним силам природи та замість цього насамперед прагне до аполлонічного акта створення порядку. Діонісій виступає як сила хаосу і руйнування, яка є непереборною та привабливою хаотичною стороною дикої природи. Відкидання хтонізму або боротьба з ним через соціально конструйовані аполлонівські цінності пояснюють історичне домінування чоловіків (включаючи асексуальних і гомосексуальних чоловіків, а також бездітних і/або жінок, які схильні до лесбійок) в науці, літературі, мистецтві, техніці та політиці. Як приклад, Палья стверджує: "Чоловіча орієнтація класичних Афін була невіддільна від їхньої геніальності. Афіни стали великими не відчужуючи жінок, а завдяки своєму жіноненависництву".

## Дивись також
- «Cygnus X-1 Book II: Hemispheres», пісня канадського рок-гурту Rush, частково заснована на концепції.
- Логоцентризм
  - Фалогоцентризм
- Світла сторона (аполлонівська) і темна сторона (діонісійська) сили